# Xanthotype citrinaria
Xanthotype citrinaria är en fjärilsart som beskrevs av Jacob Hübner 1825. Xanthotype citrinaria ingår i släktet Xanthotype och familjen mätare. Inga underarter finns listade i Catalogue of Life.